# Когенлы (Первомайский район)
Когенлы́ (укр. Когенли, крымскотат. Kögenli, Когенли) — исчезнувшее село в Первомайском районе Республики Крым, располагавшееся на западе района, в степной части Крыма, примерно в 2 километрах к юго-востоку от современного села Островское на границе с Джанкойским районом.

### Динамика численности населения
| - 1892 год — 7 чел. - 1900 год — 7 чел. - 1905 год — 32 чел. | - 1915 год — 24/21 чел. - 1918 год — 12 чел. - 1926 год — 34 чел. |

## История
Согласно энциклопедическому словарю «Немцы России», село Когенлы, или Кайзерталь, было основано крымскими немцами лютеранами в 1892 году в Джурчинской волости Перекопского уезда, на 1500 десятинах земли. При этом в «Памятной книге Таврической губернии 1889 года», по результатам Х ревизии 1887 года, записана деревня Когенлы Ишуньской волости с 9 дворами и 51 жителем. Также сохранился документ о выдаче ссуды неким Сочеванову, Дубсу, Кайзерам под залог имения при деревне Когенлы от 29 сентября 1890 года.
Согласно «…Памятной книжке Таврической губернии на 1892 год», в деревне Когенлы Немецкий, не входившей ни в одно сельское общество, было 7 жителей в 2 домохозяйствах. По «…Памятной книжке Таврической губернии на 1900 год» в деревне Когенлы немецкий числилось 7 жителей в 1 дворе. Согласно энциклопедическому словарю «Немцы России» в 1905 году в деревне было 32 жителя. По Статистическому справочнику Таврической губернии. Ч.II-я. Статистический очерк, выпуск пятый Перекопский уезд, 1915 год, в деревне Когенлы (Кайзера) Джурчинской волости Перекопского уезда числилось 6 дворов (все дворы с землёй) с немецким населением в количестве 24 человек приписных жителей и 21 «посторонних», из которых 28 мужчин и 17 женщин. Жители владели 650 десятинами удобной земли. В хозяйствах имелось 85 лошадей, 20 волов, 25 коров и 60 голов мелкого скота. В 1918 году в селении было 12 жителей..
После установления в Крыму Советской власти и учреждения 18 октября 1921 года Крымской АССР, в составе Джанкойского уезда был образован Курманский район, в состав которого включили село. В 1922 году уезды получили название округов. На карте Крымское Статистическое Управления 1922 года селение обозначено, как Отрадное-Когенлы. 11 октября 1923 года, согласно постановлению ВЦИК, в административное деление Крымской АССР были внесены изменения, в результате которых был ликвидирован Курманский район и село включили в состав Джанкойского. Согласно Списку населённых пунктов Крымской АССР по Всесоюзной переписи 17 декабря 1926 года, в селе Когенлы, Джурчинского сельсовета Джанкойского района, числилось 10 дворов, все крестьянские, население составляло 34 человека, из них 30 немцев, 2 эстонца, 1 татарин и 1 украинец. Встречается село на километровой карте Генштаба Красной армии 1941 года. Вскоре после начала Великой Отечественной войны, 18 августа 1941 года крымские немцы были выселены, сначала в Ставропольский край, а затем в Сибирь и северный Казахстан. Видимо, опустевшее после депортации село после войны не возрождали, поскольку в дальнейшем в доступных источниках не встречается.